# Wenn es Rosen sind, werden sie blühen
Wenn es Rosen sind, werden sie blühen ist ein Roman des deutschen Schriftstellers Kasimir Edschmid aus dem Jahr 1950. Ab 1966, dem Todesjahr des Verfassers, erschien das Buch unter dem Titel Georg Büchner – eine deutsche Revolution. Im Jahre 2017 wurde es in einer überarbeiteten Ausgabe in der Edition Büchnerland unter dem ursprünglichen Titel neu angeboten.

## Kurzbeschreibung
Wenn es Rosen sind, werden sie blühen ist ein Roman über die hessische Aufstandsbewegung in den 1830er Jahren. Das Buch schildert, wie Staatsfeinde gejagt, gefangen, gefoltert oder ins Exil getrieben werden.

## Inhalt
Kapitel 1 bis 3
Der Staatsdiener Ludwig Weidig wird aufgrund eines Vernehmungsersuchens der preußischen Regierung von einem „Inspektor aus Darmstadt“ befragt. Der Inspektor behauptet, Weidigs offiziell genehmigte „Deutsche Gesellschaft“ operiere subversiv mit geheimen Mitteln, lässt sich aber auffällig einfach „abspeisen“ und spricht nebenher eine Einladung des hessischen Großherzogs aus, die Weidig und sein Assistent Zeuner Monate später annehmen. Der Großherzog und Weidig führen ein offenes Gespräch über die politischen Zustände im Großherzogtum. Während verschiedener Stationen der Rückreise aus Darmstadt lernt Zeuner einen Verwandten Weidigs kennen: Friedrich Wilhelm Schulz.
Zehn Jahre später gelangt ein neuer Großherzog ins Amt. Vor dem Hintergrund des Europäischen Revolutionsjahrs 1830 rotten sich „Bauernhaufen“ zu den Oberhessischen Aufstände 1830 zusammen. Doch die Bauern „kamen nicht rasch vorwärts“. Weidig sieht als Adjutant eines Landwehr-Bataillons die Notwendigkeit, sich mit seiner Landwehr als Puffer zwischen Bauern und etwaige Reaktionen der Armee zu platzieren. Mit seiner Landwehr erreicht Weidig Södel, wo die Bauern sich bereits zerstreut haben, zieht darüber hinaus, stellt bei seiner Rückkehr fest, dass ein Reiterschwadron Södels Bewohner „zusammengesäbelt“ hat.
Zwischen dem Polnischen Novemberaufstand und dem Hambacher Fest, an dem auch Zeuner teilnimmt, kontaktiert Weidig einige Marburger Regierungsgegner und wird seinerseits durch Rauschenplat kontaktiert. Während es infolge des Hambacher Festes zu Repressalien der Obrigkeit kommt, plagen Zeuners Seilmacherei Lieferketten-Sorgen, „denn Warschau war ein Hauptumschlagsort für den russischen Hanf gewesen.“ Zeuner erhält Nachricht, dass eine Sendung italienischen Hanfes „an das Haus Bunsen in Frankfurt ginge“, macht sich dorthin auf und bekommt für „morgen oder spätestens übermorgen“ Hanf versprochen. Beim Verlassen des Hauses wird Zeuner jedoch von der Polizei auf die Hauptwache verschleppt, von Gustav Bunsen, Rauschenplat und anderen beim Putschversuch in Frankfurt befreit und kann aus Frankfurt fliehen. In Hessen bereiten sich die Mitglieder von Weidigs „Deutscher Gesellschaft“ darauf vor, dass nach dem Scheitern des Frankfurter Putschversuchs auch gegen sie vorgegangen werden könnte.
Kapitel 4 bis 5
Das vierte Kapitel des Romans springt einige Monate zurück, in den April 1833, zu einem neuen Protagonisten: Georg Büchner. In diesem und Folgekapitel werden die privaten Beziehungen Büchners geschildert, sein Wiedersehen mit Minnigerode, „mit dem ich schon in Darmstadt zur Schule gegangen war“ und über den Büchner Weidig sowie den Mitverschwörer Konrad Kuhl kennenlernt. Büchner konzipiert eine Flugschrift, „die sich auf Tatsachen gründete, also das Nüchternste werden sollte, was man sich denken konnte, die aber durch die Beispiele, die sie anführte, allgemein verständlich sein und durch die Hitze der Sprache aufreizen mußte.“ Weidig erachtet die Flugschrift als „ausgezeichnet, obwohl ich manchmal das Gefühl hatte, ich müsse mich übergeben“, was Kuhl so kommentiert: „Die Leute, an die Büchner denkt, haben sich vor Wut die Galle schon aus dem Hals gekotzt, sie können nicht mehr speien“. Weidig ergänzt die Flugschrift, Büchner findet sie anschließend „mit einem Schwall von Bibelworten durchschossen, daß ich sie kaum wiedererkannte.“ Der Hessische Landbote ist entstanden.
Kapitel 6
Aus dem Dunstkreis des Hessischen Landboten tritt Konrad Kuhl an die Obrigkeit heran, um sich als Spion anzudienen, da ihn Geldsorgen plagen: „Acht Kinder zu Hause. Der Hof verkautioniert. Geschäfte gehen schlecht. Gerichtsvollzieher im Haus. Ich bin ein ruinierter Mann.“ Gegen Geld und Straffreiheit gibt er einige Aufwiegler-Namen an den Hofgerichtsrat Baron von Stein weiter, Weidigs Namen allerdings nicht.
Kapitel 7 bis 9
Im Sommer 1834 wird Minnigerode verhaftet, mit „einem Haufen“ Exemplaren des Hessischen Landboten, und Büchner findet an seiner Tür „das Siegel des Universitätsrichters“ Konrad Georgi vor; Büchners Vernehmung geht allerdings glimpflich aus. „Im September wurde Weidig, ohne Verhör und ohne daß eine Anklage erhoben worden wäre, durch Verordnung […] in das Nest Obergleen bei Alsfeld versetzt. Das war eine Bestrafung, ohne daß sie als solche ausgesprochen wurde.“ Den Kontakt zu Weidig erhält Zeuner aufrecht, der dauerhaft geschäftlich in Alsfeld zu tun hat und durch den nun „die ganzen Verbindungsfäden“ der Verschwörer laufen. Unbeeindruckt von dem erhöhten Verfolgungsdruck will Weidig den Landboten in einer Marburger Druckerei neu auflegen lassen. Büchner wundert sich, dass ein „Mann, dessen Fuchsbau doch schon umstellt war, immer noch um sich schlug.“ Während es im Februar 1835 zu weiteren Verhaftungen kommt, vollendet Büchner seinen Danton, erhält eine gerichtliche Vorladung und flieht nach Frankreich. Im Folgemonat wird Weidig im Beisein Zeuners verhaftet.
Kapitel 10 bis 12
Georgi wird Untersuchungsrichter des in Darmstadt inhaftierten Weidig. Weidig argumentiert Georgi gegenüber formaljuristisch, lässt Proteste zu Protokoll nehmen, wird dennoch mit dem „Sprenger“ gefoltert, einem eisernen Ring, der die Hände an die Füße fesselt. Nach einer derartigen Folter lernt Weidig im Gefängnis den Arzt Dr. Stegmayer kennen, der jedoch nichts daran ändern kann, dass Weidig weiterhin inhaftiert bleibt, „ohne ein angemessenes Verhör absolviert zu haben und ohne jeden Kontakt mit meiner Familie und meinem Anwalt“, wie Weidig feststellt. Am 10. Januar 1836 bemerkt Weidig, dass man Zeuner in die Nachbarzelle gelegt hat, mit dem er sich in der Folgezeit durch codierte Klopfzeichen austauscht. Zeuner bestärkt Weidig in dessen Auffassung über Georgi: Georgi „wollte uns strecken, bis wir die Verzweiflung bekamen, bis wir einsahen, daß diese Verhöre ein Witz seien, daß sie gar keine Verhöre, sondern endlose Hersagereien von Formalitäten seien – bis wir bemerkten, daß es nie ein Ende nehme mit den Verhören, bis wir klein und platt wie Käfer würden und aus Niedergeschlagenheit geständen“, was unbewiesen ist. Bei einem weiteren Besuch von Dr. Stegmayer lässt Weidig die Chance verstreichen, sich selbst zu attestieren, er würde durch die Haftbedingungen bald verrückt. Zeuner gegenüber erklärt er, eine solche Selbstdiagnose gäbe Georgi die Möglichkeit zu einem Mord, getarnt als Selbstmord. Tatsächlich hört Zeuner am 23. Februar 1837 nachts „ein wütendes Klopfen. […] Er klopfte immer: Georgi. […] Dann wurde das Klopfen schwächer. Es hörte mitten im Wort auf.“
Kapitel 13 bis 14, 16
Nachdem im Kapitel 13 Baron von Stein vom Großherzog beauftragt wurde, die Prozesse um Weidig und andere Aufwiegler unauffällig zu einem Ende zu bringen, springt Kapitel 14 in den November 1836, als der in Zürich frisch promovierte Büchner zum Privatdozenten ernannt wird, an Typhus erkrankt und im Sterben liegt. Er stirbt unmittelbar vor Eintreffen seiner Verlobten Minni.
Kapitel 15 und 17
Das Kapitel 15 springt wieder auf den 20. Februar 1837, als der vom Großherzog ermächtigte Baron von Stein den Hofgerichtsrat Eberhard Schiffer beauftragt, sich in die Untersuchung gegen Weidig einzuschalten: Schiffer möge „Weidig beeinflussen, irgend etwas zu gestehen, auf das hin man die Verhandlung beginnen könne. Sie wären dann alle bestraft und daraufhin begnadigt worden.“ Schiffer soll am 22. Februar nachts nach Darmstadt reisen, mit gleicher Post Georgi benachrichtigt werden, der nach Eintreffen Schiffers prompt bei diesem auftaucht. Kurz darauf erhalten beide die Nachricht über einen Selbstmordversuch Weidigs. Weidig stirbt. Schiffer bezieht Dr. Stegmayer und einen weiteren Arzt in die Untersuchung mit ein. Alle stimmen darin überein, dass es wahrscheinlich kein Selbstmord war. Und Schiffer stellt fest: „Wenn es aber zu beweisen ist, daß Weidig umgebracht wurde, so gäbe das einen Riesenskandal“, größer noch als der, den Weidig durch einen Selbstmordversuch auszulösen versuchte, „der nicht so ernst gemeint war“ und in dessen Kielwasser Georgi die Gelegenheit nutzte, Weidig tatsächlich „den Hals abzuschneiden“.

## Textanalyse
Wenn es Rosen sind, werden sie blühen ist eine Collage aus den Texten diverser Ich-Erzähler. Unter anderem aufgrund dieser Perspektivenmontage gehört Wenn es Rosen sind, werden sie blühen zu den „wenigen deutschsprachigen historischen Romanen der fünfziger Jahre, die konzeptionell der Moderne verpflichtet sind“. Eine Textgrundlage des Romans ist dabei die Actenmäßige Darlegung des wegen Hochverraths eingeleiteten gerichtlichen Verfahrens gegen Pfarrer D. Friedrich Ludwig Weidig des hessischen Hofgerichtsrats Friedrich Noellner.
Die erzählte Zeit beginnt 1820 und endet mit dem Tod Weidigs 1837. Durch gelegentliche kleinere Zeitsprünge zwischen den einzelnen Ich-Erzählungen wird es dem Leser erschwert, sich aus den Ich-Erzählungen eine stimmige Handlung zusammenzusetzen. Der größte Zeitsprung findet dabei statt zwischen dem ersten Kapitel, das in der ersten Jahreshälfte 1820 spielt und dem zweiten Kapitel, dessen Handlung nach August 1830 stattfindet.
Orte der Handlung sind hessische Kommunen wie Butzbach, Badenburg, Darmstadt, Friedberg, Gießen, Petterweil, Södel oder Wieseck sowie die Reichsstadt Frankfurt am Main. Außerhalb Hessens kommen Neustadt an der Weinstraße, das Hambacher Schloss, Straßburg und Zürich hinzu.

### Titel
„Wenn es Rosen sind, so werden sie blühen“ ist die deutsche Übersetzung des italienischen Sprichworts „Se son' rose, fioriranno“. Im Roman wird das italienische Sprichwort erstmals durch Großherzog Ludwig II. vorgebracht und bezieht sich darauf, dass die Zeit zeige, was aus Menschen werde. Ein zweites Mal wird das Sprichwort vom schwer am Typhus erkrankten Büchner vorgebracht, als er über die unklare Zukunft seiner Texte Woyzeck und Aretino spricht.

### Themen
Im Zentrum des Romans stehen die Erlebnisse und das Schicksal der Einzelpersonen, beleuchtet durch ihre eigene Schilderung oder durch andere Ich-Erzählungen. Dessen ungeachtet beleuchtet der Roman aber auch, teilweise „stark didaktisiert“, unter anderem das Thema Armut, die Härten und Ungerechtigkeiten des Gefangenenlebens (zu denen auch monatelang ausbleibende Verhöre gehören) oder Spielarten des Patriotismus, z. B. anhand des Georg-Büchner-Vaters Ernst. Das Gespräch über Gerechtigkeit zwischen Baron von Stein, Ludwig II. und dessen Paladinen ist sogar titelgebend für Kapitel 13.
Der Themenkomplex Macht und Freiheit taucht gleich mehrfach in dem Roman auf. Im Gespräch Weidigs mit Ludwig I. wird er ausführlicher thematisiert, beispielsweise anhand der Verfassung: Das, was Rektor Weidig seine Schüler artikelweise auswendig lernen lässt, hält der Großherzog für überflüssig: „Wer die Macht hat, […] bricht jede Versprechung in dem Augenblick, in welchem die Macht bedroht ist.“ An späterer Stelle wird der Themenkomplex Macht und Freiheit nochmals durch einen Rabbi angerissen und die Auffassung des Rabbis der des Großherzogs gegenübergestellt: „Der Fürst hatte nicht gezögert, seine Verachtung der Freiheit damit zu begründen, daß er die Macht hatte, und weiterhin damit, daß derjenige, der die Macht an sich reißen wolle, ja wiederum nur die Macht begehre. Der Rabbiner hingegen hatte die Macht verachtet, weil er das tatsächliche Leben geringschätzte. […] Die Meinung des Großherzogs war, man müsse das Leben, das sich freiheitlich äußerte, unterdrücken, der Rabbi war der Ansicht, man solle auf dieses Leben einfach verzichten.“
Mit dem Verzicht auf „dieses Leben“ ist ein weiteres Thema verknüpft, das in dem Roman in verschiedenen Schattierungen ebenfalls eine große Rolle spielt: Angst und die Freiheit von ihr. Weidig betont zweimal, dass er frei von „Furcht vor den Menschen“ sei. Der Mutmaßung, er sei ein mutiger Mann, antwortet Weidig, „vielleicht bin ich das wirklich“. Der sterbende Büchner behauptet, Weidig hätte mehr vom wirklichen Leben verstanden als er. „Weil er blieb […] Ich hielt sie alle für Dummköpfe, die nicht flohen. Sie waren es auch – in einem gewissen Sinn. […] Sie nahmen es auf sich… bewußt auf sich… zu leiden.“ Sowohl Büchner als auch seine Verlobte Minni zitieren in dem Roman aus der vorletzten Szene von Dantons Tod: „Wir müssen’s wohl leiden.“ Weidigs Gegner, der alkoholabhängige Jurist Georgi, ist dagegen von der Angst zerfressen, dass sein wahres Ich in der Auseinandersetzung mit Weidig offenbart werden könnte und er dadurch ruiniert würde: „Brachte Weidig es fertig, mich bis zum Delirium zu reizen, hatte er die Partie gewonnen. Dann war es publik, daß ich ein Säufer und nicht in bürgerlichem Sinne komplett beieinander war.“ Und auch Schiffer, der im Mord des angsterfüllten Georgi am angstfreien Weidig ermittelt, kennt die Angst: „Sie drückte mich zu Boden manchmal, sie belastete mich, daß ich kaum mehr sah, was um mich vorging. Diese Angst, ich kannte sie. Sie war nicht immer da. Sie ging, sie kam, sie löste sich auf, sie stürzte sich auf mich. Sie verschwand. Ich war das Opfertier, an dem sie fraß. Ich war schwächer als sie.“

### Figuren
Die Ich-Erzähler
- Georg Büchner: Er ist der Ich-Erzähler in den Kapiteln 5 und 7, die zusammen rund ein Fünftel des Textes ausmachen. Sein Anteil an der Handlung ist insgesamt geringer, als die Titeländerung ab 1966 mutmaßen lässt.
- Konrad Georgi: Er ist der Ich-Erzähler des Kapitels 11. Seiner Trunksucht gibt er nur „in casa“[65] nach und erhält dabei Rückendeckung von seiner Frau. In Weidig sieht er erstmals einen gleichrangigen Gegner, „der mich bedrohte.“[65]
- Wilhelmine „Minni“ Jaeglé (1810–1880): Sie ist die Ich-Erzählerin in den Kapiteln 4 und 9 und Verlobte von Büchner.
- Hofgerichtsrat Eberhard Schiffer: Er ist der Ich-Erzähler in den Kapiteln 15 und 17. Eigentlich ist er von Baron von Stein nur eingesetzt, Weidig pro forma ein Geständnis abzuringen im Gegenzug dafür, dass „die Milde unseres Landesherrn“ Weidig „zu begnadigen beabsichtige“.[44] Letztlich glaubt Schiffer aber, einem als Selbstmord getarnten Mord auf die Spur gekommen zu sein, den er aus Staatsräson vertuscht. Baron von Stein hat ihm bei erfolgreicher Mission den Posten des Wormser Gerichtspräsidenten angeboten.[40]
- Caroline Schulz: Sie ist Ich-Erzählerin in Kapitel 14 und die Gattin von Friedrich Wilhelm Schulz.
- Friedrich Wilhelm Schulz. Der Ich-Erzähler des Kapitels 16 ist bereits zu Roman-Beginn „unwürdig für jede Staatsstellung“.[66] Grund war eine mal volkstümlich-derbe, mal „in einem an die Bibel angelehnten Ton“[67] verfasste Broschüre, in der er „Pressefreiheit, Abschaffung der Zölle, Reformen zugunsten der Armen, ein wirkliches Parlament und Zusammenschluß der vielen kleinen Staaten verlangt hatte“.[68]
- Hofgerichtsrat von Stein: Der Baron und Freiherr,[69] Ich-Erzähler der Kapitel 6 und 13, ist ein „Skeptiker von Natur“[70] und Ansprechpartner des Verräters Konrad Kuhl bei den hessischen Behörden. Vom Großherzog Ludwig II. erhält er das Angebot, neuer Präsident des Darmstädter Hofgerichts zu werden, wenn er die leidige Weidig-Angelegenheit geräuschlos aus der Welt schafft.[71]

- Ludwig Weidig. Der Theologe und Rektor ist Ich-Erzähler der Kapitel 2 und 10, die zusammen rund ein Fünftel des Textes ausmachen. Mit einem Auftritt von ihm und Zeuner beginnt der Roman, mit den Ermittlungen um seinen Tod endet das Buch.
- Franz Zeuner. Er ist der Ich-Erzähler der Kapitel 1, 3, 8 und 12, die zusammen einen höheren Text-Anteil besitzen als die Ich-Erzählungen von Büchner oder Weidig. Nicht nur deswegen ist Zeuner Büchner und Weidig als Hauptfigur des Romans mindestens gleichrangig. Der Handwerkersohn[72] Zeuner, der später den elterlichen Betrieb übernimmt,[73] ist ein ehemaliger Schüler Weidigs und im Roman dessen rechte Hand bei der Verschwörung. „Mein Leben hatte sich immer um Weidig gedreht. Nur um ihn. Es gab nichts in meinem Leben, was ihm nicht gedient hatte.“[74]

Die Nebenfiguren (Auswahl)
- Großherzog Ludwig I.: Der greise  Großherzog von Hessen-Darmstadt ist „ein alter schlauer Mann“, der weiß, „auf welch unmenschlichen Prinzipien“ seine Herrschaft beruht.[75]
- Großherzog Ludwig II.: Der neue Großherzog von Hessen-Darmstadt ist vorzeitig gealtert. „Die schlaffen Wangen hingen, als seien sie erstorben, über den Kragen hinab, die Augen waren halb geschlossen, das schüttere Haar auf dem eiförmigen Kopf war weiß.“[76]
- Konrad Kuhl: Er ist neben Zeuner der wichtigste Mann für Weidig – und letztlich Weidigs Untergang. Anfangs besitzt er noch ein kleines Gut und ein Stadthaus und hat überall Geschäfte,[77] und während der Oberhessischen Aufstände 1830 pflegt er „eine Beziehung zu der Tochter einer Wäscherin, zu der Prinz Emil eine Verbindung hat“[78] und ist daher über Regierungsinterna gut informiert. Doch seine große Familie sorgt für zunehmende finanzielle Sorgen, so dass er zum staatlichen Spion wird.

## Textausgaben (Auswahl)
Deutschsprachige Ausgaben
- Wenn es Rosen sind, werden sie blühen. Roman. Desch, München 1950.
- Georg Büchner – eine deutsche Revolution. Roman. Suhrkamp, Frankfurt am Main 1980. ISBN 3-518-37116-9.

Übersetzungen
- Georg Büchner. Egy német forradalom története. Európa Könyvkiadó, Budapest 1982. ISBN 963-07-2603-3.

## Nachwirkung
Helmut Herbsts Film Eine deutsche Revolution basierte auf Wenn es Rosen sind, werden sie blühen.